# Flower Power (single)
Flower Power is de zesde Japanse single van de Zuid-Koreaanse meidengroep Girls' Generation. De single werd uitgegeven op 14 november 2012 als download op iTunes Japan terwijl de uitgave van de single op cd gepland stond voor 21 november 2012. Het is de derde single van hun tweede Japanse studioalbum, Girls' Generation II ~Girls & Peace~.

## Videoclip
Op 31 oktober 2012 gaf SM. Entertainment de videoclip van "Flower Power" uit in twee versies, de normale en de danceversie. De productie en opnamestijl van de videoclip zijn vergelijkbaar met die van de Japanse videoclip van "Mr. Taxi".